# مطبخ إفريقي

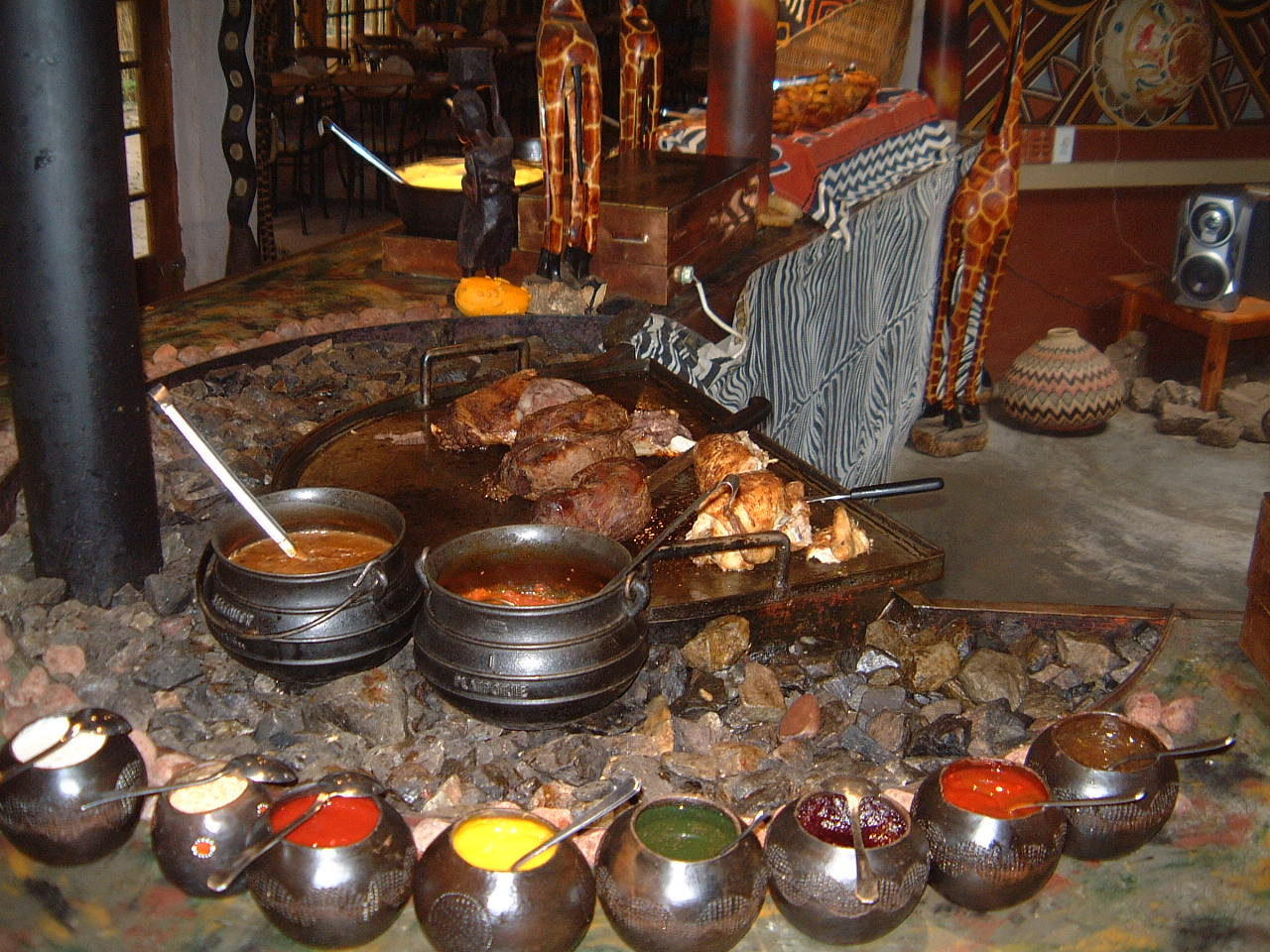

المطبخ الإفريقي يعكس تقاليد الطبخ الشعبية الإفريقية التقليدية وما نتج من أنواع طعام جديدة بتأثير من الأوروبيين والآسيويين الذين استوطنوا بعض المناطق الإفريقية. وبما أن مساحة القارة الإفريقية هي ثاني أكبر مساحة قارية، ومسكونة من قبل قبائل وأعراق ومجموعات اجتماعية عديدة ومتنوعة، فإن الطبخ الإفريقي متنوع بشكل كبير من ناحية مكوناته أو طريقة تحضيره.

## المطبخ التقليدي
مكونات المطبخ الإفريقي التقليدي تعتمد على المواد المتوفرة المحلية مثل: الفواكه، والحبوب، والخضروات، والحليب ومنتوجات اللحوم. وفي بعض المناطق الإفريقية، يعتمد كليا على الحليب وروبه ومصله. أما في المناطق الإفريقية المدارية، فتواجد الحليب محدود لانتشار أمراض الحيوانات فيها.
ويلاحظ اختلافات كبيرة في أطعمة المناطق الإفريقية المختلفة، إلا أنه من الممكن تصنيفها إلى خمسة أنواع فيها تشابه وهي أطعمة إفريقيا الشرقية، وإفريقيا الشمالية، وإفريقيا الغربية، وإفريقيا الجنوبية وإفريقيا الوسطى.

### الطبق الإفريقي التقليدي
يعتمد الطبق الإفريقي على الخضروات، ولذرة، والكاسافا والبطاطا الحلوة، والزوان، بالإضافة إلى يخنة اللحوم والحبوب. وتعتير الخضروات المصدر الأساسي للفيتامينات والمصدر ثانوي للبروتين. وبسبب الجفاف في إفريقيا، تزرع الخضروات التي لا تعتمد على المياه بشكل كبير.
في العادة، تجمع الأوراق الخضراء وسيقان الخضروات، فتغسل ثم تقطع. وبعدها إما تسلق أو تغلى وتبهر ببهارات محلية مع البصل والبندورة.

الماكولات الأكثر شعبية في إفريقيا الشمالية
موادها الأولية= القمح+الماءالحليب الخميرة خضروات البطاطا البصل الجزر اللفت البان حيوانية الحليب اسمان نباتية وحيوانية =
الاكلة رقم واحد في الجزائر والمغرب هي الجواز (الغمسة) وتوجد اكلات موسمية (المردود في الشتاء المحمصة الرب المعارك) والكسكس في الاعياد والمناسبات) اغلبية المغاربة يفضلون الماكولات المنزلية والخبز الطاجين تعتبر الشربة من الاطباق الاساسية في مائدة رمضان وتختلف انواغها حسب اختلاف المناطق ومن بينها (شربة فريك شربة لسان الطير شربة البرغل شربة الحشاوش شربة الجلبانة شربة الحليب شربة السفنج).